# 死神骑马来
《死神骑马来》（義大利語：Da uomo a uomo）是一部1967年拍摄的意大利式西部片，由朱利奧·佩特羅尼执导，盧西亞諾·文森佐尼编剧，李·范·克里夫与尊·菲力·羅主演。该电影现已进入公有领域。

## 剧情
故事讲述主角比爾·梅西特的家人被匪徒杀害，而他在流浪15年后施行复仇；旅途上比爾多次意外遇上一个也在寻仇且了解比爾过去的枪手瑞安。

## 演员
- 李·范·克里夫飾瑞安
- 尊·菲力·羅（英语：John Phillip Law）飾比爾·梅西特
- 馬力歐·布雷加（英语：Mario Brega）飾獨眼龍，穿著背心的沃爾科特的追隨者
- 路易吉·皮斯蒂利（英语：Luigi Pistilli）飾沃爾科特
- 安東尼·道森（英语：Anthony Dawson）飾伯特卡瓦諾/馬尼納
- 卡羅·皮薩卡內（英语：Carlo Pisacane (actor)）飾霍利斯普林站長

## 生產
《復仇者》的劇本和故事由盧西亞諾·文森佐尼撰寫。 文森佐尼在與塞吉歐·李昂尼鬧翻後，開始與導演朱利奧·佩特羅尼合作，當時李昂尼正在拍攝《黃昏三鏢客》。

## 發布

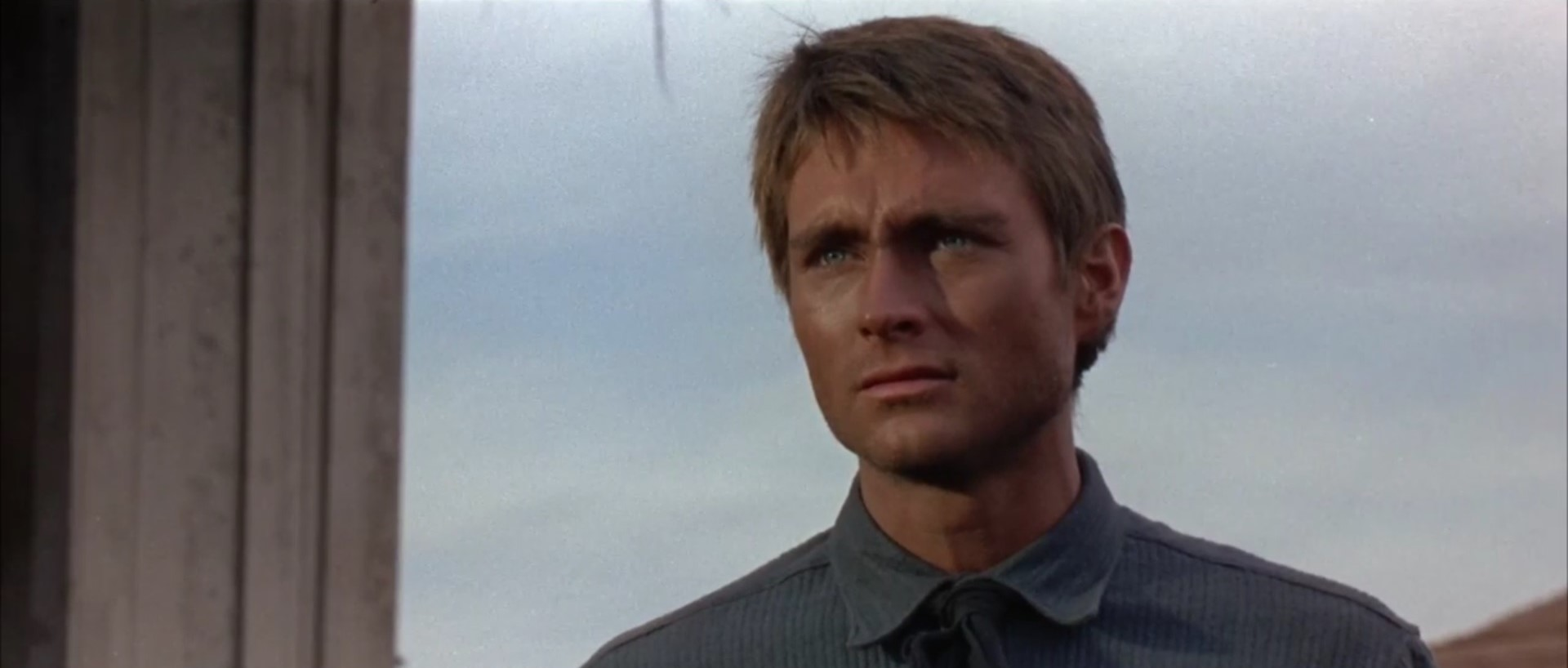
尊·菲力·羅在《復仇者》的截圖

《復仇者》於1967年8月在義大利上映。 本片於1969年在英國和美國以未刪減版發行。